# Fornpermiska alfabetet
Fornpermiska alfabetet (eller Aburalfabetet, efter skriften Abur) är ett ej längre använt alfabet för de permiska språken komi och udmurtiska.  som skapades på 1300-talet av Sankt Stefan av Perm (1340–1396). Det bygger dels på det grekiska och kyrilliska alfabetet, och dels på komifolkens egna Tamgatecken (religiösa symboler). 
Permiska språk talas främst i den östra delen av det europeiska Ryssland. Aburalfabetet är numera ersatt av de kyrilliska bokstäverna.